# Díocles (pitagòric)
Díocles (en grec antic: Διοκλῆς) fou el nom d'almenys dos filòsofs pitagòrics descrits per Iàmblic i Diògenes Laerci.
Segons Diògenes Laerci, Díocles de Fliünt va ser un filòsof pitagòric natural de Fliünt que va ser deixeble de Filolau i Èurit de Tarant i company d'Aristoxen de Tarant. Per la seva banda, Iàmblic enumera tot un seguit de pitagòrics naturals de Síbaris, entre els quals un Díocles de Síbaris.